# Luigi Naldini
Luigi Naldini (* 1959 in Turin) ist ein italienischer Gentherapeut an der Università Vita-Salute San Raffaele in Mailand.
Naldini erwarb an der Universität Turin einen M.D. und an der Universität Rom einen Ph.D. Mitte der 1990er Jahre ging Naldini zu Inder M. Verma und Didier Trono an das Salk Institute for Biological Studies. Nach zwei Jahren in einem Biotechnologie-Unternehmen in San Francisco wechselte er wieder nach Turin. Seit 2008 ist er Direktor des San Raffaele Telethon Institute for Gene Therapy (SR-Tiget) in Mailand. Außerdem hat eine Professur für Zell- und Gewebe-Biologie an der Università Vita-Salute San Raffaele inne.
Verma, Trono und Naldini entwickelten gemeinsam aus dem Lentivirus HIV sichere Vektoren zum Gentransfer. Annähernd einhundert Patienten mit ansonsten tödlichen Erbkrankheiten (wie Adrenoleukodystrophie, Metachromatische Leukodystrophie, Wiskott-Aldrich-Syndrom und andere angeborene Immundefizienz-Syndromen) konnten erfolgreich mit einer Gentherapie behandelt werden. Zuletzt wurde das Verfahren auch auf β-Thalassämie ausgeweitet. Jüngere Arbeiten Naldinis befassen sich mit Genome Editing.
Naldini hat laut Google Scholar einen h-Index von 117, laut Datenbank Scopus einen von 100 (jeweils Stand November 2021).
2008 wurde Naldini in die European Molecular Biology Organization (EMBO) gewählt. 2014 wurde er mit dem Gili Agostinelli der Accademia delle Scienze di Torino, 2019 mit dem Louis-Jeantet-Preis für Medizin (hier als Jeantet-Collen Prize for Translational Medicine) ausgezeichnet. Er war Präsident der European Society of Gene and Cell Therapy (ESGCT) und erhielt 2015 ein Ehrendoktorat der Vrije Universiteit Brussel. 2022 wurde er zum Mitglied der Academia Europaea gewählt.